# اچ‌ام‌ای‌تی واریلدا
اچ‌ام‌ای‌تی واریلدا (به انگلیسی: HMAT Warilda) یک زیردریایی است. این زیردریایی در سال ۱۹۱۱ ساخته شد.